# Gymnocalycium eurypleurum
Gymnocalycium eurypleurum är en kaktusväxtart som beskrevs av Friedrich Ritter. Gymnocalycium eurypleurum ingår i släktet Gymnocalycium och familjen kaktusväxter. Inga underarter finns listade i Catalogue of Life.

## Bildgalleri

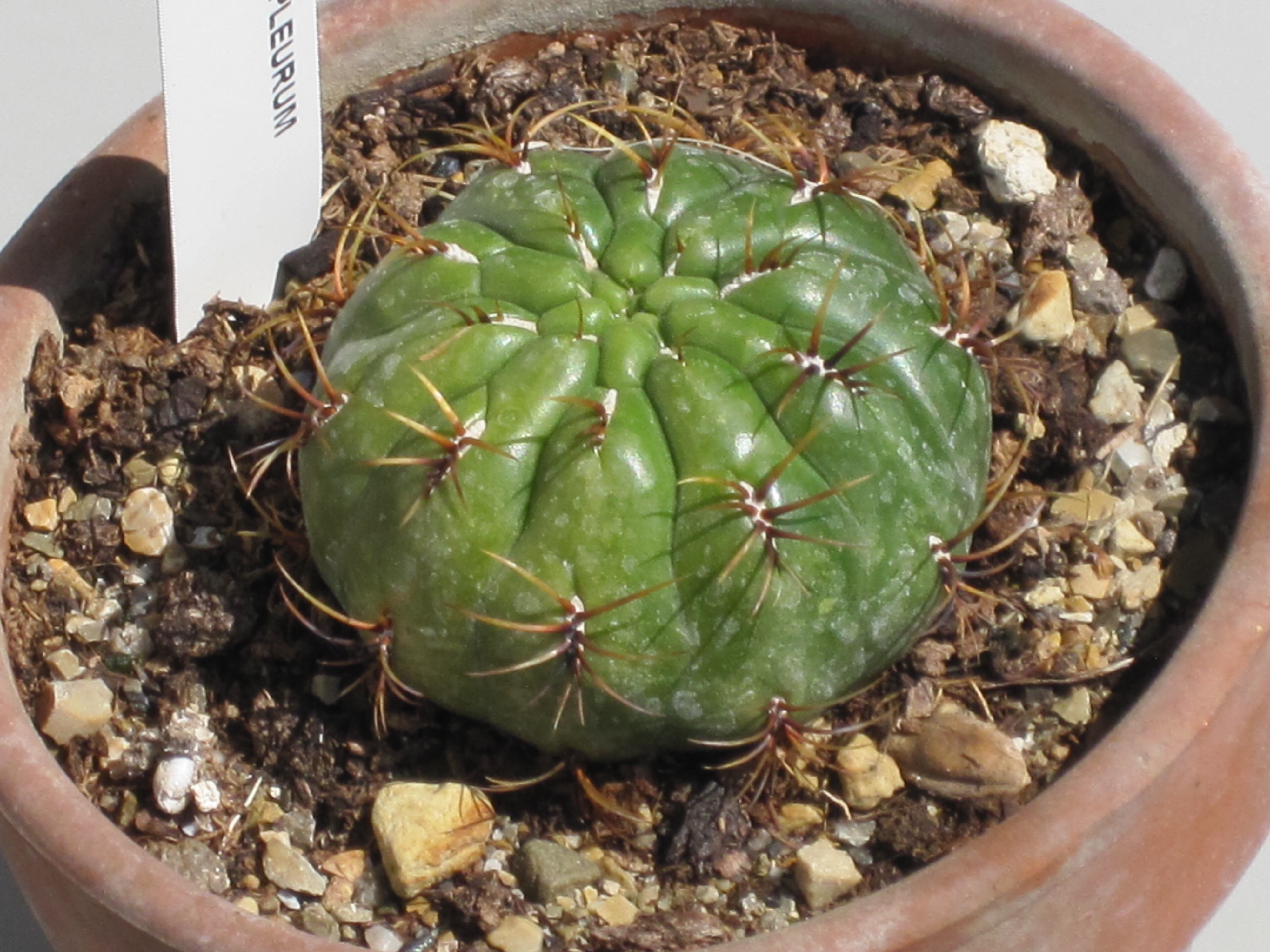
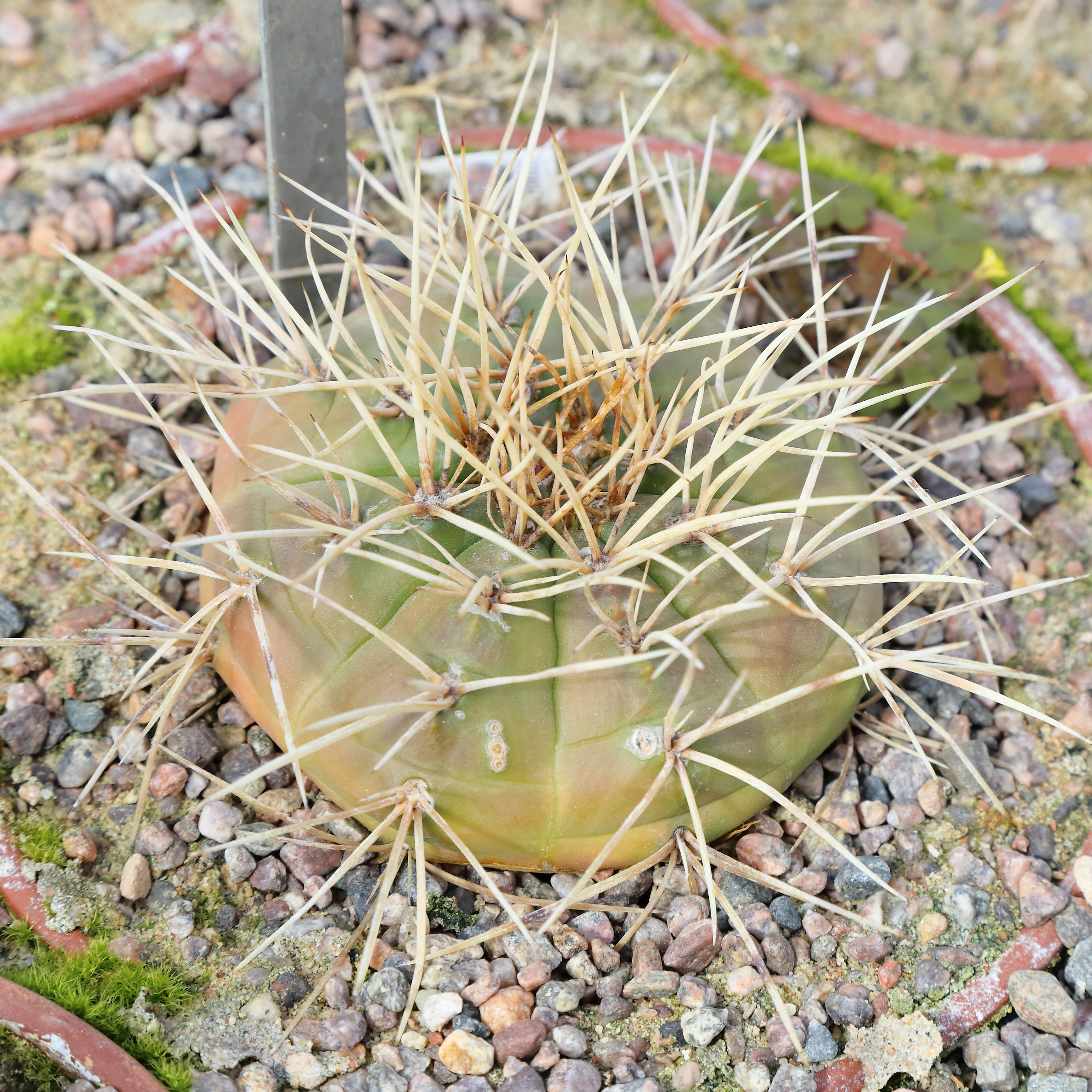
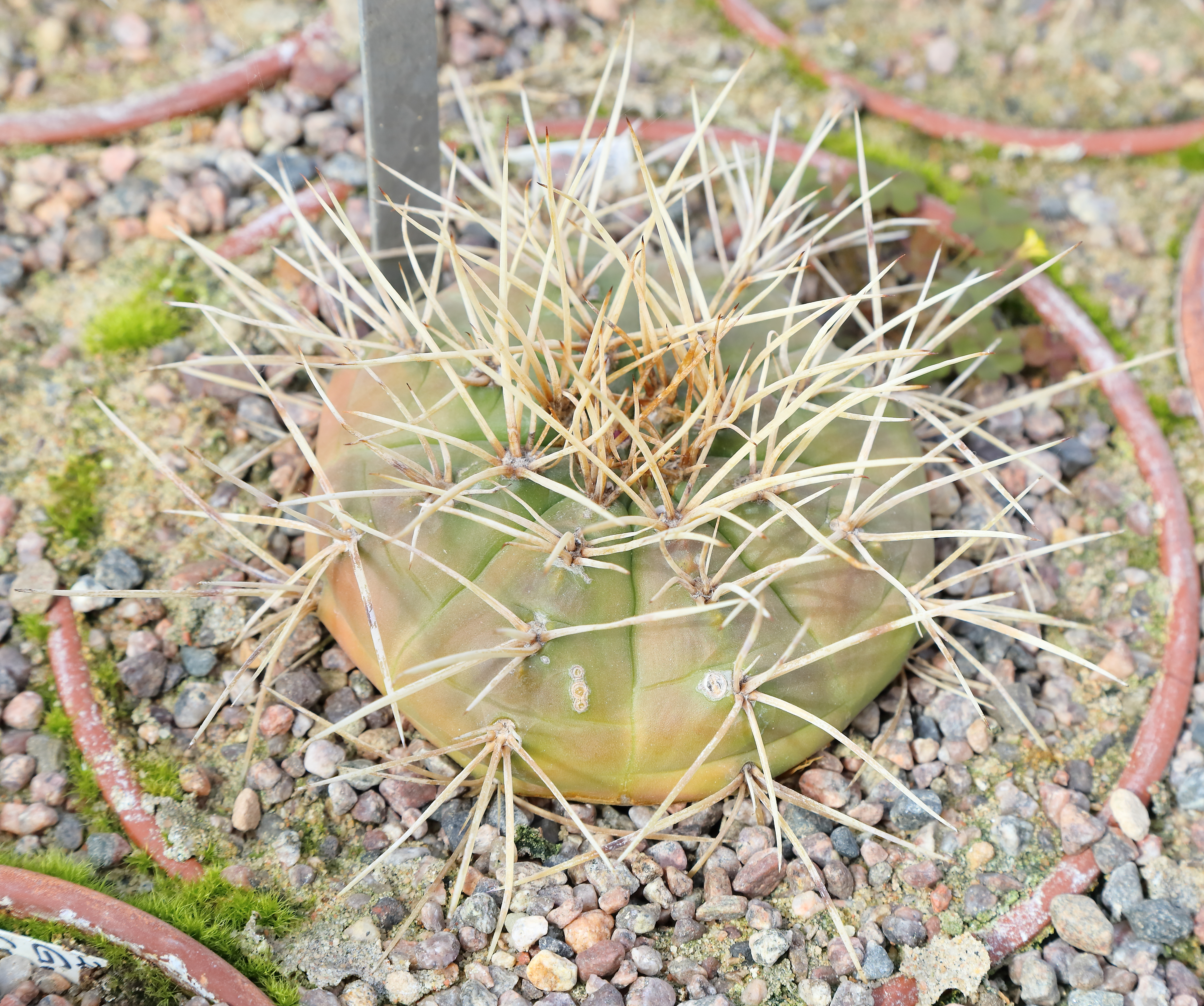
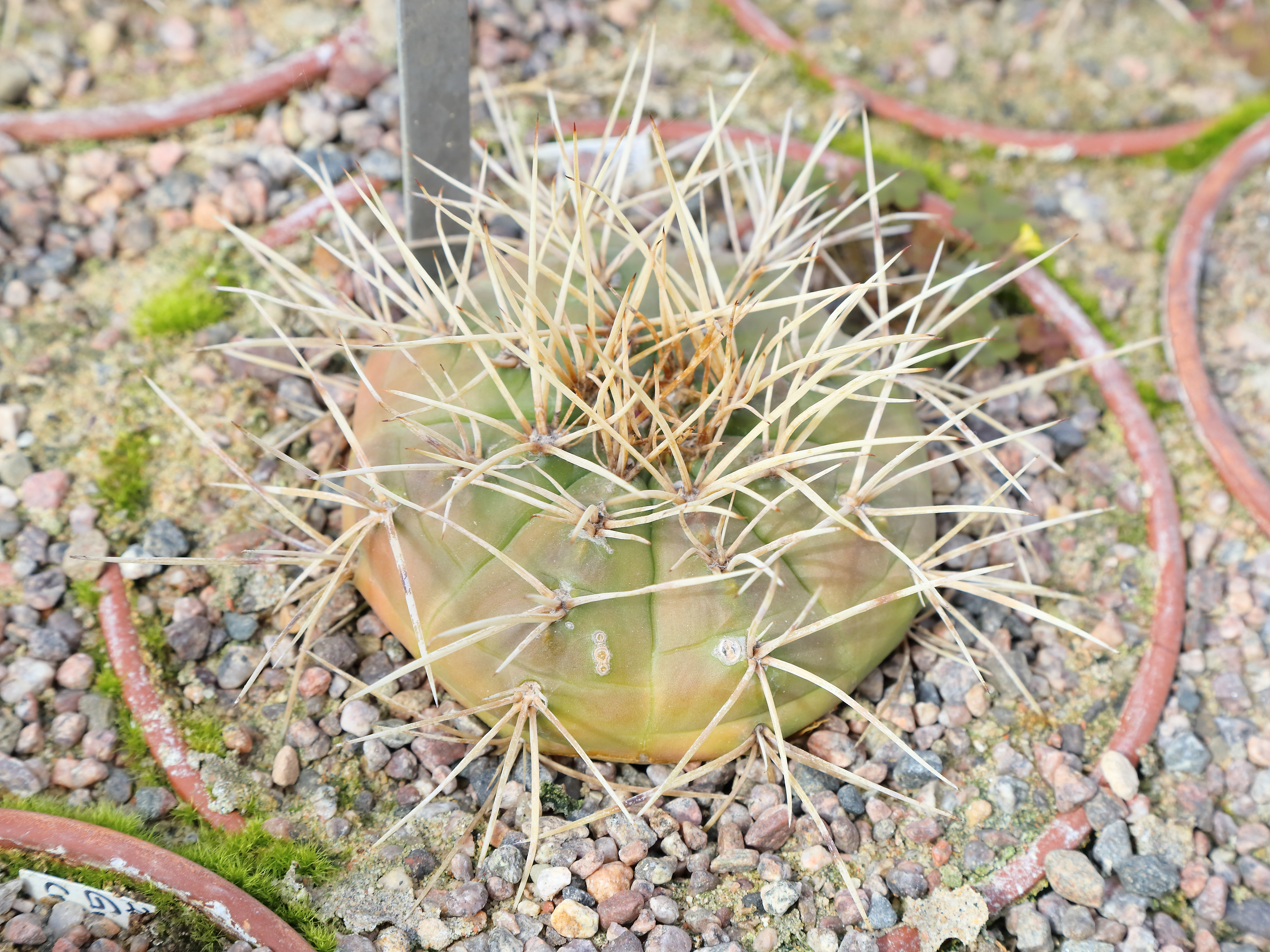
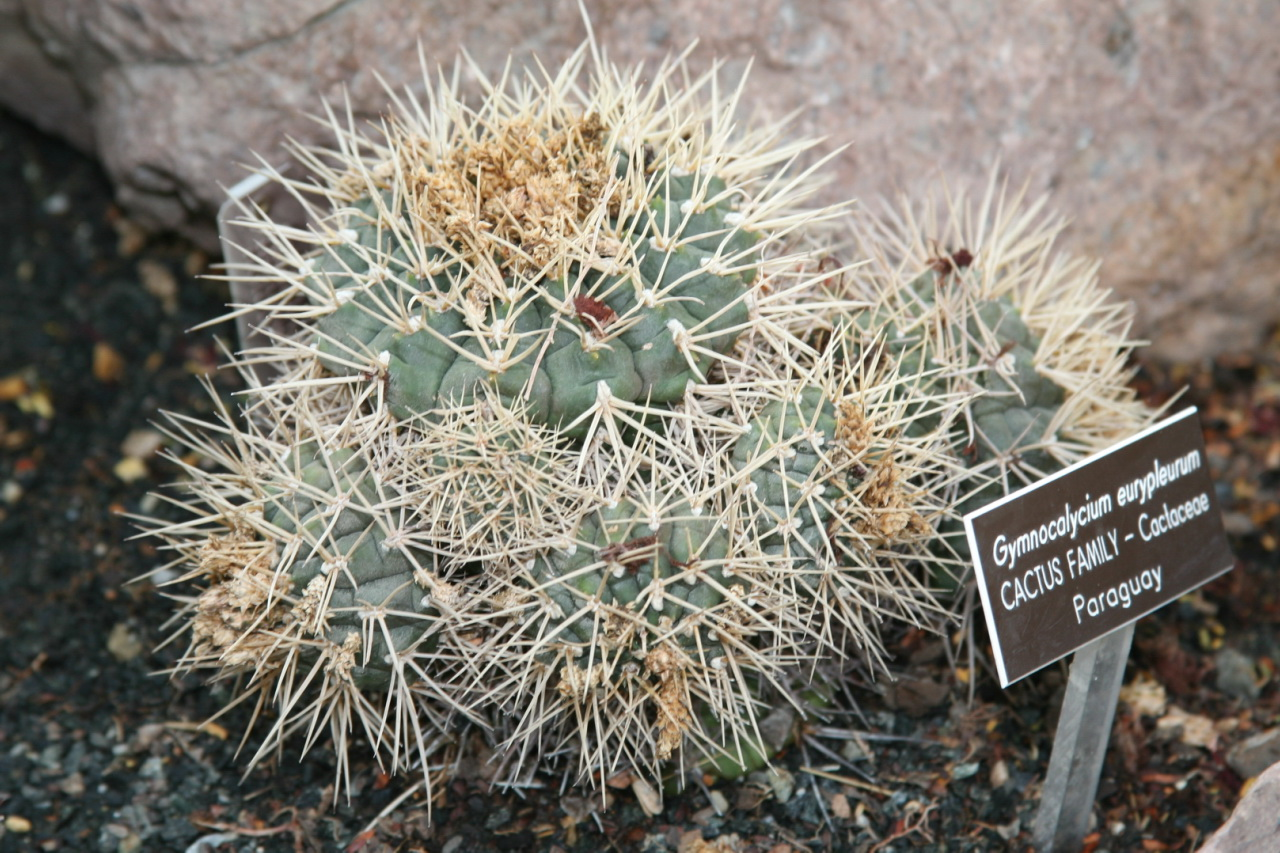